# Ángel Rodríguez Torres
Ángel Rodríguez Torres (Córdoba, España, 19 de diciembre de 1943) es un exfutbolista español que se desempeñaba como defensa.

## Clubes
| Club                   | País   | Año       |
| ---------------------- | ------ | --------- |
| Córdoba Club de Fútbol | España | 1965-1973 |